# Frankie Laine
Frankie Laine, född Francesco Paolo LoVecchio 30 mars 1913 i Chicago, Illinois, USA, död 6 februari 2007 i San Diego, Kalifornien, USA, var en italiensk-amerikansk sångare, låtskrivare och skådespelare. Han var känd för låten "Rawhide".

## Diskografi (urval)
Hitsinglar (topp 10 på Billboard USA)
- 1947 – "That's My Desire" (#4)
- 1948 – "Shine" (#9)
- 1949 – "That Lucky Old Sun" (#1)
- 1949 – "Mule Train" (#1)
- 1950 – "The Cry of the Wild Goose" (#1)
- 1951 – "Jezebel" (#2)
- 1951 – "Rose, Rose, I Love You" (#3)
- 1951 – "Hey Good Lookin'" (m/Jo Stafford) (#9)
- 1951 – "Jealousy (Jalousie)" (#3)
- 1952 – "Hambone" (m/Jo Stafford) (#6)
- 1952 – "Sugarbush" (m/Doris Day) (#7)
- 1952 – "High Noon" (#5)
- 1953 – "I Believe" (#2)
- 1953 – "Tell Me a Story" (m/Jimmy Boyd) (#4)
- 1953 – "Hey Joe" (#6)
- 1956 – "Moonlight Gambler" (#3)

Singlar (nummer 1 i Storbritannien)
- 1953 – "I Believe"
- 1953 – "Hey Joe"
- 1953 – "Answer Me"
- 1956 – "A Woman in Love"